# Anders Haugen (muzikant)
Anders Haugen (Ålen, 6 april 1852 – 1927) was een Noors boer, violist, componist en verzamelaar van volksmuziek uit de omgeving van Røros.
Anders Andersson Haugen verzamelde volksmuziek net als zijn vader Anders Jørgensen Reitan en ze brachten samen een aantal bundels uit. Hij gaf tevens een aantal concerten met Ingebrigt Djupdal, die ook volksmuziek verzamelde en viool speelde.
Hij huwde Marit (1863-) en kreeg vijf kinderen:
- Jens Andersson Haugen (1884)
- Anders Andersson Haugen (1887)
- Hans Andersson Haugen (1890)
- leraar Olav Andersson Haugen (5 januari 1894-mei 1942), huwde lerares Ingebjørg Kirkhusmo (5 april 1893-13 februari 1984); haar vader Anders Kirkhusmo was ook leraar; haar broer Leiv Kirkhusmo was schrijver; hun dochter psychologe Marit Haugen (1923-2001) was gehuwd met etnoloog en professor in de filosofie Knut Kolsrud
- Ragnar Andersson Haugen (7 februari 1900)

- Virtual International Authority File: 3882149198331774940004